# Jacques Jansen (remero)
Jacques Jansen fue un deportista francés que compitió en remo. Ganó dos medallas en el Campeonato Europeo de Remo, oro en 1895 y bronce en 1903.

## Palmarés internacional
| Campeonato Europeo | Campeonato Europeo | Campeonato Europeo | Campeonato Europeo |
| Año                | Lugar              | Medalla            | Prueba             |
| ------------------ | ------------------ | ------------------ | ------------------ |
| 1895               | Ostende (Bélgica)  | Medalla de oro     | Ocho con timonel   |
| 1903               | Venecia (Italia)   | Medalla de bronce  | Doble scull        |